# Угрюмов Сергій Вікторович
Сергій Вікторович Угрюмов (нар.. 24 січня 1971, Хабаровськ, Хабаровський край, РРФСР, СРСР) — радянський і російський актор театру і кіно, театральний педагог. Заслужений артист Російської Федерації (2005).

## Біографія
Сергій Угрюмов народився 24 січня 1971 року в Хабаровську, в родині військового. Після виходу батька у відставку сім'я переїхала в Волгоградську область до міста Камишина, де Сергій провів більшу частину дитинства і юності.
Після закінчення середньої школи у 1988 році вступив до Казанського театрального училища. Після першого курсу відправився підкорювати столичні театральні вузи, але, зазнавши невдачі, повернувся до Казані, де влаштувався вантажником на місцевий пороховий завод.
У 1990 році знову поїхав у Москву і, тільки з другої спроби, пройшовши додатковий осінній набір, вступив на акторський факультет Школи-студії МХАТ (керівник курсу — Олег Павлович Табаков), який закінчив у 1994 році. Відразу після отримання диплома про вищу освіту був прийнятий в трупу Московського театру-студії під керівництвом Олега Табакова. У травні 1993 року, будучи студентом третього курсу, дебютував у виставі-долгожителе «Пристрасті за Бумбарашем» режисера Володимира Машкова на сцені «Табакерки» в ролі бандита Грицька, яку грав двісті тридцять три рази протягом усіх сімнадцяти років існування вистави. А запам'яталася глядачам роль рядового Роя Селріджа у виставі «Білоксі-блюз» у постановці Олега Табакова актор грав більше п'ятнадцяти років, ставши рекордсменом за кількістю зіграних вистав серед усіх, хто коли-небудь грав у цій виставі.
Також Сергій Угрюмов зайнятий в спектаклях МХТ імені А. П. Чехова.
Багато знімається в кіно і телесеріалах.
Викладає «майстерність актора» в Московській театральній школі Олега Табакова.

### Особисте життя
- Дружина — Галина Угрюмова.
  - Сини — Андрій та Сергій[3].

## Творчість

### Ролі в театрі

#### Московський театр-студія під керівництвом Олега Табакова
- 1993 — «Пристрасті по Бумбараш» за однойменною п'єсою Юлія Кіма за мотивами ранніх творів Аркадія Гайдара (режисер — Володимир Машков; прем'єра — 16 травня 1993 року) — Грицько, бандит (дебют у театрі)[4]
- 1993 — «Білоксі-блюз» за однойменною п'єсою Ніла Саймона (режисер — Олег Табаков; прем'єра відбулася в 1987 році, в 2013 році спектакль був відновлений режисером Олександром Маріним[6]) — Рой Селрідж, рядовий (введення)[2]
- 2003 — «Біг» М. О. Булгакова (режисер — Олена Невежина) — Тихий, начальник контррозвідки[7]
- 2005 (по теперішній час) — «Лялька для нареченої» по п'єсі А. Коровкіна (режисер — Олександр Мохов; прем'єра — 20 березня 2005 року) — Колька
- 2009 (на даний час) — «Вовки і вівці» за однойменною п'єсою О. М. Островського (режисер Костянтин Богомолов; прем'єра — 15 жовтня 2009 року) — Василь Іванович Беркутов, чиновник з Петербурга
- 2010 (по теперішній час) — «Одруження» за однойменною п'єсою М. В. Гоголя (режисер — Олег Тополянський; прем'єра — 29 березня 2010 року) — Ілля Хомич Кочкарьов, друг Івана Подколесіна
- 2012 (по теперішній час) — «Дружина» за п'єсою А. П. Чехова (режисер — Михайло Станкевич; прем'єра — 9 листопада 2012 року) — Павло Андрійович Асорін
- «Зоряна година за місцевим часом» Г. Миколаєва — другий кореш
- «Смертельний номер» О. Антонова — клоун
- «Анекдоти» за мотивами творів Ф. М. Достоєвського і А. Вампілова — інженер
- «Прощайте… і рукоплескайте!» А. Богдановича — Копальто
- «Старий квартал» Теннессі Вільямса — Скай
- «Ще Ван Гог…»
- «Ревізор» М. В. Гоголя — Іван Кузьмич Шпекін, поштмейстер
- «Батько» А. Стріндберга — Нойд
- «Довгий різдвяний обід» Т. Вайлдера — Родерік
- «Болеро» П. Когоута — Роберт
- «Місто» Євгена Гришковця — Максим
- «Ідеальний чоловік» Оскара Вайльда — Фіппс, дворецький лорда Горінга
- «На всякого мудреця досить простоти» О. М. Островського — Голутвін, людина, що не має занять
- «На дні» Максима Горького — Татарин, крючник
- «Ловелас»

#### Московський Художній театр імені А.П.Чехова
- «№ 13»
- «Облога»
- «Майстер і Маргарита»
- 2004 — «Вишневий сад» за однойменною п'єсою А. П. Чехова (режисер — Адольф Шапіро) — Семен Пантелійович Єпіходов, конторщик[8]
- «Місячне чудовисько»
- «Примадонни»

### Фільмографія
- 2000 — Старі шкапи —  різноробочий
- 2001 — Далекобійники (серії № 1, 6) —  Володимир Юрко, водій
- 2001 — Остановка по требованию —  провідник
- 2003 — Марш Турецького. Нове призначення (фільм № 3 «Іржа») —  Віктор Мохов, помічник депутата Воронова
- 2002 — Зірка —  старший лейтенант, командир артилерії
- 2002 — Каменська 2 (фільм № 4 «За все треба платити») —  Микола Сапрін
- 2002 — Лікар мимоволі —  Лука, чоловік Жаклін / Тібо, батько Перрена
- 2002 — Пристрасті по Бумбараш —  Грицько, бандит
- 2002 — Головні ролі —  Іван Іванович
- 2003 — № 13 —  офіціант
- 2003 — Таксист —  Слава, оперативник
- 2004 — Стилет 2 —  Волков
- 2004 — Тато —  Митя Жучков
- 2004 — Час жорстоких —  Андрій Андрійович Трефілов, дільничний уповноважений міліції
- 2004 — 32 грудня —  Паша, охоронець
- 2005 — Хіромант —  Євген Алмазов, армійський друг Рябініна
- 2005 — Повний вперед! —  рибалка на моторному човні
- 2005 — Золоте теля —  вусатий
- 2006 — Жіноча ліга (1-й сезон) — * 2006 — Угон (серія № 14 «Шерше ля фам») — * 2007 — І все-таки я люблю —  Петро («Петя-півник» / «Серьога-артист» / " Бумбараш "), співмешканець Віри
- 2007 — На шляху до серця —  Сергій
- 2007 — Травень —  Івушкіна
- 2007 — Ліквідація —  Віктор Платов, колишній комвзвода Гоцмана
- 2007 — Онук космонавта —  Віктор Васильович
- 2007 — Атлантида —  Борис Петрович Руденко, слідчий
- 2008 — Козаки-розбійники —  Михайло Борисович Крушевський, мер Мещерського
- 2009 — Фонограма пристрасті —  обережний чоловік
- 2009 — Пелагія і білий бульдог —  Степан Трохимович Ширяєв, художник, керуючий маєтком Татищевій
- 2009 — Любов, як мотив —  Павло, чоловік Діни, зять Галини Василівни
- 2009 — Ісаєв —  Пімезов (Воленька), ротмістр, ад'ютант Гіацинтова
- 2009 — Зграя —  Борис, колишній міліціонер
- 2010 — Темний світ —  Олександр Волков (Ілто Валло), чаклун
- 2010 — 2012 — Втеча —  Олександр Володимирович Маканин, майор ВЗГ, слідчий
- 2010 — Голоси —  Андрій Чібісов
- 2010 — Охоронець 3 (фільм № 1 «Не свою справу») —  Михайло Семенович Маргуліс
- 2010 — Воробей —  Степан, батько Митьки
- 2011 — Бабло —  бізнесмен в караоке
- 2011 — Казка. Є (новела «Світ іграшок») —  Кен, лялька-тато, чоловік Барбі
- 2011 — Сім травневих днів
- 2011 — Ілюзія полювання —  Олексій Вербич (Казімірич)
- 2011 — МУР —  Вадим Гаврилович Алтунин, льотчик
- 2011 — Стомлені сонцем 2: Цитадель —  офіцер, який перевозив поранених з госпіталю
- 2011 — Рейдер —  Савелій Ілліч Бугров, капітан міліції, начальник відділу з розслідування вбивств
- 2011 — Бліндаж —  Казимир
- 2013 — Департамент —  Євген Михайлович Жужукало, майор департаменту СБ
- 2013 — Убити двічі —  В'ячеслав Аркадійович Куликов, капітан поліції, оперуповноважений
- 2013 — Старша сестра —  Кирило Соломін, майор збройних сил
- 2014 — По лезу бритви —  [biography.wikireading.ru/156719 Ульріх фон Ортелія], штурмбанфюрер СС
- 2014 — Постріл —  Роман Бережний, головний тренер з біатлону
- 2014 — Григорій Р. —  Олександр Федорович Керенський
- 2014 — Панове-товариші (фільм № 1 «Стрибунці») —  Денис Нагулін / Іван Бальгаузен
- 2015 — Павук —  Роберт Михайлович Лебедєв, підполковник, заступник начальника відділу П'яте управління КДБ СРСР
- 2015 — Супутники —  Іван Єгорович Данилов, комісар
- 2016 — Шакал —  Роберт Михайлович Лебедєв, підполковник, заступник начальника відділу П'ятого управління КДБ СРСР
- 2017 — Наліт —  Зацепін, майор СК
- 2017 — Ходіння по муках —  зв'язковий
- 2018 — Операція «Мухаббат» —  Георгій Васнецов, полковник політичної розвідки
- 2018 — Лікар Ріхтер-2 —  Юрій Стровський, журналіст
- 2018 — Сплячі-2 —  Ігор Миколайович Шапошников, співробітник СЗР
- 2018 — Операція «Сатана» —  Роберт Михайлович Лебедєв, підполковник, заступник начальника відділу П'ятого управління КДБ СРСР
- 2019 — Формула помсти —  Роберт Михайлович Лебедєв, підполковник

## Нагороди

### Державні нагороди
- 2005 — почесне звання «Заслужений артист Російської Федерації» — «за заслуги в галузі мистецтва»[1].

### Громадські нагороди
- 2005 — лауреат театральної премії «Чайка» в номінації «Подвійний удар» (найкращий дует) разом з Яніною Колесніченко — за роль у виставі «Місячне чудовисько».